# Como Ser Solteiro
Como ser solteiro é um filme brasileiro de 1998, do gênero comédia, dirigido por Rosane Svartman e produzido por Clélia Bessa, que também assina o roteiro, e fotografia de Marcelo Duarte.
No início o filme chamava-se Como ser solteiro no Rio de Janeiro, mas acabou perdendo o nome da cidade.
Foi lançado no Brasil no dia 30 de janeiro de 1998, nos Estados Unidos da América em 6 de abril, e em Portugal em 8 de junho do mesmo ano.
Posteriormente, o filme inspirou um sitcom televisivo.

## Sinopse
Dois jovens do Rio de Janeiro têm dificuldade com relacionamentos. Eles se conhecem, mas fogem de compromissos e geram muita confusão.

## Elenco
| Elenco            | Papel                                              |
| Heitor Martinez   | Ricardo                                            |
| Ernesto Piccolo   | Cláudio                                            |
| Cássia Linhares   | Júlia                                              |
| Rosana Garcia     | Mônica                                             |
| Marcos Palmeira   | Julinho                                            |
| Patrícia Lopes    | Marcinha                                           |
| Sady Bianchin     | Wally                                              |
| Guti Fraga        | médico                                             |
| Isabela Garcia    | mulher do piquenique                               |
| Isabel Salgado    | mulher do piquenique                               |
| Daúde             | mulher do piquenique                               |
| Dani Barros       | paciente da clínica de aborto                      |
| Lília Cabral      | analista                                           |
| Toni Garrido      | Cantando numa roda de capoeira, no início do filme |
| Tonico Pereira    | Álvaro                                             |
| Hubert            | Pedro                                              |
| Íris Bustamante   | Carmem                                             |
| Evandro Mesquita  | Luís                                               |
| Sílvia Buarque    | Recepcionista da clínica de aborto                 |
| Róbson Caetano    | Editor de esportes do jornal                       |
| Gerald Thomas     | Ele mesmo, na noite de autógrafos                  |
| Ivo Meirelles     | Ele mesmo, na noite de autógrafos                  |
| Luisa Parente     | Ela mesma, fazendo barras na praia                 |
| Rodrigo Santoro   | Ele mesmo, na noite de autógrafos                  |
| Antônio Pitanga   | Ele mesmo, na noite de autógrafos                  |
| Pedro Bial        | Apresantador do debate                             |
| Marcelo Madureira | Ele mesmo, na noite de autógrafos                  |
| Cláudia Jimenez   | Delegada                                           |
| Chacal            | Ele mesmo, na noite de autógrafos                  |
| Bussunda          | Ele mesmo, na noite de autógrafos                  |
| Fernando Gabeira  | Ele mesmo, pedalando no calçadão                   |
| Funk'n'Lata       | Eles mesmos                                        |
| Duda Mamberti     | Homem de terno                                     |
| Marcos Palmeira   |                                                    |

## Principais prêmios e indicações
Festival de Brasília
- Recebeu o Prêmio Especial do Júri e o Troféu Candango na categoria de Melhor Ator (Ernesto Piccolo e Marcos Palmeira).

Festival de Cinema Brasileiro de Miami (EUA)
- Recebeu o Prêmio do Público.